# Sonderforschungsbereich 1265: Re-Figuration von Räumen
Der Sonderforschungsbereich (SFB) 1265 „Re-Figuration von Räumen“ ist ein seit Januar 2018 von der Deutschen Forschungsgemeinschaft (DFG) geförderter Forschungsverbund an der Technischen Universität Berlin. Daneben sind die Humboldt-Universität zu Berlin, die Freie Universität Berlin, Friedrich-Alexander-Universität Erlangen-Nürnberg, das Leibniz-Institut für Raumbezogene Sozialforschung e.V. (IRS), das Deutsche Institut für Wirtschaftsforschung e.V. und die Westfälische Wilhelms-Universität Münster (bis 2020) an dem Forschungsverbund beteiligt. Im Fokus des Sonderforschungsbereichs 1265 steht die Erforschung sich verändernder räumlicher und sozialer Ordnungen. Mehr als 60 Wissenschaftler aus den Disziplinen Soziologie, Architektur und Städteplanung, Geographie sowie Medien- und Kommunikationswissenschaften gehen dabei den Umbrüchen in der räumlichen Organisation des Sozialen sowie der sozialen Organisation von Räumen nach, die sich seit den späten 1960er Jahren vollziehen. Der SFB 1265 ist damit das erste derart geförderte Verbundprojekt, das Sozial-, Ingenieurs- und Planungswissenschaften integriert.
Eröffnet wurde der SFB 1265 am 14. Juni 2018 im Rahmen einer feierlichen Auftaktveranstaltung, bei welcher Karl-Siegbert Rehberg (Technische Universität Dresden) den Festvortrag hielt. Die Sprecher des SFB 1265 sind Martina Löw und Hubert Knoblauch von der TU Berlin. Im Jahr 2022 begann die zweite Förderperiode.

## Thesen und Ziele
Die zunehmende Verbreitung digitaler Technologien und die gegenwärtigen, weltweiten Vernetzungen, die üblicherweise unter dem Schlagwort der Globalisierung diskutiert werden, verändern maßgeblich das Verhältnis der Menschen zu ihren Räumen. Es ist daher eine der Grundthesen des SFB 1265, dass die Art und Weise, wie Menschen ihre Räume erfahren, aber auch die Art und Weise, wie sie diese erschaffen, einem grundlegenden Wandel unterzogen ist.
Dieser kann jedoch nicht auf einseitige Entwicklungen reduziert werden. So lassen sich etwa mit Blick auf die Globalisierung Prozesse der Entgrenzung, beispielsweise in Bezug auf die Mobilität von Menschen und die Zirkulation von Waren, beobachten. Zugleich aber werden auch Entwicklungen prominent, die der Globalisierung entgegenwirken, wie etwa der Brexit oder die verschärften Maßnahmen zum Grenzschutz der US-amerikanisch/mexikanischen Grenze seitens der Trump-Regierung. Die Gegenwart ist folglich sowohl durch die Bildung neuer Raumordnungen als auch durch Kämpfe um den Erhalt tradierter Raumformen gekennzeichnet.
Die zeitgenössische Beziehung der Menschen zu ihren Räumen sollte daher, so ein Ausgangspunkt des SFB, weder auf das Modell einer sich durchsetzenden Moderne mit ihren zentralistisch-organisierten Nationalstaaten noch auf dasjenige einer Post- oder Spätmoderne mit ihrem Fokus auf einen transnationalen und globalisierenden Polyzentrismus reduziert werden. Das Konzept der „Re-Figuration von Räumen“ gründet vielmehr auf dem Gedanken, dass sich der gegenwärtige Wandel sozialer Ordnung nicht in die ein oder die andere Richtung auflösen lässt, sondern nur aus der Spannung zwischen den verschiedenen Modellen heraus verstanden werden kann.
Mit der Analyse dieser spannungsreichen Transformationsprozesse und der Erforschung der räumlichen Neuordnungen strebt der SFB 1265 an, einen Beitrag zum Verständnis gegenwärtiger gesellschaftlicher Konflikte und zur Erklärung weit verbreiteter Unsicherheiten zu leisten – und damit ein allgemeines Modell sozialer Ordnung und gesellschaftlicher Entwicklung zu bieten. Durch die Einbindung anwendungsorientierter Disziplinen sollen jedoch auch mögliche Alternativen zur Gestaltung öffentlicher Räume entwickelt und so ein praktischer Mehrwert geschaffen werden. Der interdisziplinäre Forschungsansatz des SFB 1265 soll darüber hinaus zur Entwicklung innovativer raumwissenschaftlicher Methoden sowie zur Bildung einer transdisziplinären Raumforschung beitragen.

## Struktur und Forschungsprogramm
Der Forschungsverbund besteht aus insgesamt 15 Teilprojekten, welche auf die Projektbereiche A: Raumwissen, B: Räume digitaler Mediatisierungen und C: Zirkulation und Ordnung aufgeteilt sind. Im Rahmen dieser Schwerpunkte werden sowohl die subjektive Ebene des Raumerlebens als auch die Ausbreitung von Kommunikationsinfrastrukturen und digitaler Medien sowie die Zirkulation von Menschen, Gütern und Technologien auf ihre raumrelevanten Veränderungen hin befragt.
Dabei sehen sich die einzelnen Wissenschaftler auf Grund des fächerübergreifenden Forschungsansatzes des SFBs 1265 mit der Herausforderung konfrontiert, die unterschiedlichen Forschungslogiken und raumbezogenen Methoden aus den jeweiligen Disziplinen zu verbinden. Die interdisziplinäre Ausrichtung des SFB erfordert daher eine übergreifende Koordination der gemeinsamen Forschungsarbeit. Um die verschiedenen Daten und Darstellungsformen zu verknüpfen und den methodischen Wissenstransfer zwischen den Projekten zu organisieren, wurde deshalb am SFB 1265 ein Methoden-Lab eingerichtet. Dieses koordiniert den Austausch innerhalb des SFB sowohl über kollektiv nutzbare Infrastrukturen als auch durch die Organisation und Durchführung verschiedener Datensitzungen sowie Tagungen und Workshops. Das Methoden-Lab leistet somit einen entscheidenden Beitrag zu der Erarbeitung neuer, raumwissenschaftlicher Methoden und der Etablierung einer transdisziplinären Raumforschung.
Zur Förderung des wissenschaftlichen Nachwuchses hat der SFB 1265 ein Integriertes Graduiertenkolleg (MGK) eingerichtet, welches für die Promovierenden der Teilprojekte ein strukturiertes Betreuungs- und Qualifizierungsprogramm bereitstellt, um sie beim Abschluss ihrer Arbeiten zu unterstützen und ihnen zugleich die Möglichkeit der Vernetzung und des gegenseitigen Austausches zu bieten. Im September 2019 haben die Mitglieder des MGK die erste Summer School „Spaces of Hope: Critical Perspectives on Spatial (Trans)Formations“ mit Keynotes von Cindi Katz (CUNY Graduate Center) und David Featherstone (University of Glasgow) organisiert.

## Veranstaltungen und Wissenschaftskommunikation
Der Forschungsverbund organisiert eine Reihe interner wie öffentlicher Veranstaltungen. Dazu gehören eine internationale Jahreskonferenz sowie themenspezifische Workshops und Gastvorträge. Daneben werden auch regelmäßig Gastwissenschaftler nach Berlin eingeladen, um den internationalen-wissenschaftlichen Austausch zu fördern und Kontakte für Forschungen im Ausland aufzubauen.
Eine gute Vorstellung der laufenden Forschungen des SFBs lässt sich über die SFB 1265 Working Paper Reihe sowie den SFB Blog gewinnen, der mit Berichten von Veranstaltungen und Forschungsreisen Einblicke in die konkrete (Feld-)Arbeit des Projektverbundes ermöglicht. In Zeiten von COVID-19 wurden hier zuletzt verstärkt Fragen nach dem Verhältnis von Räumen und Pandemie diskutiert. Außerdem wird die Arbeit des SFB regelmäßig über Podcasts zugänglich gemacht. Hier findet sich auch der SFB eigene Podcast "Space Oddity", der das Ziel verfolgt einem außeruniversitären Publikum Einblicke hinter die Kulissen der Forschung zu ermöglichen. Zu hören gibt es alle Folgen von "Space Oddity" ebenfalls auf den Plattformen Spotify und Podigee. Daneben ist der SFB 1265 auch auf Twitter Instagram und YouTube präsent.
Ergänzt werden diese Formate der Wissenschaftskommunikation durch öffentlichkeitswirksame Kollaborationen zwischen Kunst und universitärer Forschung. Zum einen verfolgt das Projekt „Raummigration und Tourismus“ einen eigenständigen künstlerischen Forschungsansatz und reflektiert gleichzeitig die in den Teilprojekten näher bestimmten Raumkonstitutionen durch künstlerische Methoden und Medien. Die Ergebnisse wurden im Frühjahr 2021 einem größeren, auch nicht- fachwissenschaftlichem Publikum in Form einer öffentlichen Ausstellung mit dem Titel "MigraTouriSpace" präsentiert. Die Mehrkanal-Video Installation fand im CLB Berlin - Collaboratorium im Aufbau Haus am Moritzplatz in Berlin statt. Zum anderen organisiert der SFB 1265 die Veranstaltungsreihe „Refiguring Spaces“ im Haus der Kulturen der Welt (HKW), um die Forschung des SFBs einem breiteren Publikum zugänglich zu machen.

## Publikationen
Ein vollständiges Publikationsverzeichnis der Mitglieder des SFB 1265 sowie eine Liste online verfügbarer Veröffentlichungen finden sich auf der Website des SFB.
Zudem gibt der Forschungsverbund zwei neue Buchreihen heraus. Die vornehmlich deutschsprachigen Open-Access Veröffentlichungen der Buchserie „Re-Figuration von Räumen“ werden im transcript Verlag publiziert:
- From Shelters to Dwellings. The Zaatari Refugee Camp. (Ayham Dalal)[23]
- Digitale Stadtplanung. Alltag und Räume technisierten Planens. (Martin Schinagl)[24]
- Kontrollräume und Raumkontrolle. Infrastrukturelle Kontrollzentralen in Zeiten der Digitalisierung. (David Joshua Schröder)[25]
- Die Materialität der Märkte. Qualität, Bewertung und Organisation im deutschen Obst- und Gemüsehandel. (Linda Hering)[26]
- Hoffnung auf eine bessere Vergangenheit. Kollektivierungsdiskurse und ihre Codes der Verräumlichung (Jochen Kibel)[27]
- Am Ende der Globalisierung. Über die Refiguration von Räumen. (Löw, M., Sayman, V., Schwerer, J., & Wolf, H.(Hg.))[28]

Die Bände der englischsprachigen Reihe „Refiguration of Spaces“ erscheinen seit 2021 beim Routledge Verlag:
- Considering Space: A Critical Concept for the Social Sciences (Bartmanski, D., Füller, H., Hoerning, J., & Weidenhaus, G. (Eds.))[30]
- The Evolution of Young People’s Spatial Knowledge (Castillo Ulloa, I., Heinrich, A. J., Million, A, & Schwerer, J.)[31]
- Communicative Constructions and the Refiguration of Spaces. Theoretical Approaches and Empirical Studies. (Christmann, G., Knoblauch, H., & Löw, M. (Eds.))[32]
- Matters of Revolution: Urban Spaces and Symbolic Politics in Berlin and Warsaw After 1989. (Bartmanski, D.)[33]
- Spatial Transformations. Kaleidoscopic Perspectives on the Refiguration of Spaces. (Million, A., Haid, C., Castillo Ulloa, I., & Baur, N. (Eds.))[34]
- The Spaces of Public Issues. How Social Media Discourses Shape Public Imaginations of Issue Spatiality. (Stoltenberg, D.)[35]

Weitere zentrale Publikationen des SFB 1265:
- Tempohomes. Untersuchung sozial-räumlicher Aneignungspraktiken von Geflüchteten in ausgewählten Berliner Gemeinschaftsunterkünften. (Misselwitz, P., Dalal, A., Fraikin, A., Noll, A., & Zaripova, V. (Hg.))[36]
- Borders as Places of Control. Fixing, Shifting, and Reinventing State Borders. (Special Issue Historical Social Research, Gülzau, F., Mau, S., & Korte, K.)[37]
- Räume in Veränderung – Ein visuelles Lesebuch. (Hoerning, J. & Misselwitz, P.)[38]
- Handbuch qualitative und visuelle Methoden der Raumforschung (Heinrich, A. J., Marguin, S., Million, A., & Stollmann, J. (Hg.))[39]
- Kultursoziologische Stadtforschung (Farías, I., Löw, M., Schmidt-Lux, T., & Steets, S.)[40]